# Operación Sundevil
La Operación Sundevil fue una ofensiva nacional del Servicio Secreto de los Estados Unidos en 1990 contra las «actividades ilegales de piratería informática». Implicó redadas en aproximadamente unas quince ciudades diferentes, con el resultado de tres detenciones y la confiscación de ordenadores, los contenidos de varios sistemas de tablones de anuncios electrónicos (BBS) y disquetes. Se dio a conocer en un comunicado de prensa el 9 de mayo de 1990. Los arrestos y los subsiguientes casos judiciales dieron lugar a la creación de la Electronic Frontier Foundation (EFF). La operación se considera ahora en gran medida una maniobra de relaciones públicas. La Operación Sundevil también ha sido vista como uno de los ataques preliminares a la Legion of Doom y otros grupos de hackers similares. La redada en Steve Jackson Games, que condujo al juicio de SJ Games, Inc. contra el Servicio Secreto de los EE. UU., se atribuye a menudo a esta acometida de nivel territorial, pero la EFF afirma que no está relacionada y cita esta atribución como un error de los medios de comunicación.
El nombre proviene del Sun Devil Stadium de la Universidad Estatal de Arizona, cerca de la sede local del Servicio Secreto, desde donde se coordinó la investigación y las redadas.

## Antecedentes
Antes de 1990, las personas que manipulaban los sistemas de telecomunicaciones, conocidas como phreakers, generalmente no solían ser perseguidas dentro de Estados Unidos. La mayoría de los phreakers utilizaban programas informáticos para obtener los números de las tarjetas telefónicas y construían dispositivos de tono simple para realizar llamadas gratuitas. Un pequeño segmento de élite, de técnicos cualificados en phreaking, estaba más interesado en la información sobre el funcionamiento interno del sistema de telecomunicaciones que en hacer llamadas telefónicas gratuitas. Las compañías telefónicas se quejaban de las pérdidas financieras derivadas de las actividades de phreaking. El cambio de los equipos analógicos a los digitales empezó a exponer más el funcionamiento interno de las compañías telefónicas, a medida que los piratas informáticos comenzaron a explorar los conmutadores y las troncales. Debido a la falta de leyes y de experiencia por parte de las fuerzas de seguridad estadounidenses, se procesaron pocos casos contra hackers hasta la Operación Sundevil.
Sin embargo, a partir de 1989, el Servicio Secreto de los EE. UU. (USSS), al que el Congreso había otorgado autoridad para ocuparse del fraude con dispositivos de acceso como una extensión de las investigaciones de fraude por cable en virtud del Título 18 (§ 1029), comenzó a investigar. En el transcurso de la investigación, que duró 18 meses, el USSS reunió presuntas pruebas de un fraude desenfrenado con tarjetas de crédito y de llamadas a través de las líneas estatales.
La Operación Sundevil permitió que varias agencias del gobierno de Estados Unidos, en particular el Servicio Secreto y el FBI, adquirieran una valiosa experiencia en la lucha contra esta nueva forma de actividad delictiva, además de ampliar los presupuestos de las agencias. Se crearon nuevas leyes para permitir que los fiscales federales acusen a las personas investigadas por fraude de phreaking, hacking y carding. La evidencia obtenida de la Operación Sundevil permitió a las fuerzas del orden público convencer al Congreso de los EE. UU. de la necesidad de fondos adicionales, capacitación y expansión general.